# Richard Laugs
Richard Laugs (* 10. März 1907 in Hagen; † 13. Juni 1978 in Mannheim) war ein deutscher Dirigent, Pianist und Hochschullehrer.

## Leben und Wirken
Laugs war der Sohn des Dirigenten Robert Laugs. Nach dem Abitur studierte er bei Joseph Pembaur an der Staatlichen Akademie der Tonkunst in München und bei Artur Schnabel an der Staatlichen Akademischen Hochschule für Musik in Berlin. Nach seinem Studium unternahm er Konzertreisen als Pianist und war Korrepetitor in Hannover und Berlin.
1929 erhielt Laugs den Mendelssohn-Staatspreis und 1936 nach einem Zyklus der 32 Klaviersonaten von Ludwig van Beethoven den Musikpreis der Stadt Berlin.
1937 erreichte Laugs der Ruf, an der Städtischen Hochschule für Musik und Theater Mannheim als Nachfolger von Willy Rehberg eine Meisterklasse für Pianisten zu übernehmen. Nach der Zerstörung seiner Wohnung in der Brucknerstraße in Mannheim während des Zweiten Weltkrieges zog Laugs nach Heidelberg, wo er das Kriegsende erlebte. Er nahm unter schwierigsten äußeren Umständen entscheidenden Anteil am Wiederaufbau des Musik- und Kulturlebens des zerstörten Mannheim. Von 1945 bis 1951 war Laugs leitender Kapellmeister am Nationaltheater in Mannheim. Außerdem bekam er den Auftrag, die von 1945 bis 1950 geschlossene Städtische Hochschule für Musik und Theater neu aufzubauen und deren Leitung zu übernehmen. Am 1. April 1951 fand die Wiedereröffnung im Haus R 5,6, dem ehemaligen städtischen Krankenhaus Mannheims, statt. Nach und nach konnten unter der Leitung von Richard Laugs alle Abteilungen der Hochschule wieder eingerichtet und die räumliche Situation verbessert werden.
1955 wurde Laugs vom Ministerpräsidenten des Landes Baden-Württemberg zum Professor ernannt.
Laugs förderte Ende der sechziger Jahre den Zusammenschluss der städtischen Musikhochschulen Mannheim und Heidelberg. Die Bemühungen endeten im Dezember 1970 mit dem Beschluss des Landtages von Baden-Württemberg, die beiden Hochschulen zu verstaatlichen und zu vereinigen. Laugs hielt als Direktor der Ausbildungsstätte Mannheim beim Festakt am 6. Juni 1971 im Rittersaal des Mannheimer Schlosses die Begrüßungsrede.
Am 17. Oktober 1971 erhielt Laugs bei seiner Emeritierung als Rektor der Hochschule aus der Hand des Oberbürgermeisters der Stadt Mannheim, Hans Reschke, die Schillerplakette in Anerkennung seiner Verdienste um das kulturelle Leben Mannheims. Laugs blieb der Hochschule als Lehrbeauftragter für Klavier und Klavier-Kammermusik erhalten und setzte seine Konzerttätigkeit bis 1977 fort.
Am 23. Mai 1975 verlieh Bundespräsident Walter Scheel Richard Laugs das Verdienstkreuz 1. Klasse des Verdienstordens der Bundesrepublik Deutschland.
Am 27. Oktober 1977 ernannte der Rektor der damaligen Staatlichen Hochschule für Musik Heidelberg-Mannheim (heute: Staatliche Hochschule für Musik und Darstellende Kunst Mannheim) Hans-Helmut Schwarz, Richard Laugs zum Ehrenmitglied der Hochschule.
Richard Laugs erlag am 13. Juni 1978 in Mannheim einem Krebsleiden. Er wurde auf dem Hauptfriedhof Mannheim beigesetzt (Grablage: Teil III, Feld 2-D, Grab 010).
Als Pianist verfügte Richard Laugs über ein großes Repertoire, das unter anderem das gesamte Klavierwerk von Beethoven, Brahms, Chopin, Reger und Schumann umfasste.
Sein Spiel ist auf zahlreichen Langspielplatten festgehalten.
Nach seinem Tod rief seine Witwe Katja Laugs gemeinsam mit dem Mannheimer Juristen Claus Meissner im Jahr 2000 den Beethoven-Klavierwettbewerb Richard Laugs ins Leben. Er wird jetzt wegen der Beziehung Mozarts zu Mannheim als Mozart-Klavierwettbewerb Richard Laugs fortgeführt.